# جاك بوشارد
جاك بوشارد هو شخصية أعمال كندي، ولد في 29 أغسطس 1930 في مونتريال في كندا، وتوفي في 29 مايو 2006.